# 拜仁-丹尼體育場
拜仁-丹尼體育場（Bryant–Denny Stadium）是一座位於美國亞拉巴馬州的室外體育場，座落於塔斯卡盧薩的阿拉巴馬大學校園內，目前是东南联盟的阿拉巴馬紅潮的主場。
體育場於1929年落成，最初命名為丹尼體育場（Denny Stadium），以紀念1912年至1932年擔任阿拉巴馬大學校長的喬治·H·丹尼 (George H. Denny)；1975年，著名大學美式足球教練兼校友貝爾·拜仁（Bear Bryant），以表揚他長期擔任阿拉巴馬紅潮主教練獲州議會批准將丹尼體育場更新名稱為拜仁-丹尼體育場。
體育場可容納100,077個座位，據統計容納人數成為东南联盟第四大體育場、美國第八大體育場及世界第十大體育場。